# Lars Lund Jensen
Lars Lund Jensen (født 25. maj 1962 i Korea) er en tidligere dansk professionel bokser i junior-letvægt. 
Efter afslutningen af sin aktive boksekarriere har han været involveret i en række kriminelle forhold af alvorlig karakter, der har gjort, at han i maj 2018 er blevet idømt forvaring på ubestemt tid.

## Amatørkarriere
Som amatør boksede Lars Lund Jensen for bokseklubben AIA Tranbjerg Han vandt det jyske mesterskab i bantamvægt i 1984 og stillede samme år op ved de nordiske mesterskaber, hvor han opnåede bronze. I 1985 stillede han op i fjervægt ved de jyske mesterskaber, som han vandt, ligesom han senere samme år vandt han tillige det danske mesterskab i klassen. Han deltog ved EM for amatører i Budapest, men tabte i turneringens første runde til jugoslaven Konovalov med dommerstemmerne 0-5. I 1986 genvandt han det danske mesterskab, og opnåede sølv ved de nordiske mesterskaber. 
Efter en succesfuld amatørkarriere skrev Lars Lund Jensen kontrakt med boksepromotor Mogens Palle.

## Professionel karriere
Lars Lund Jensen debuterede som professionel den 3. oktober 1986 ved et stævne i Idrætshuset i København. Ved samme stævne debuterede også Eyub Can, Tage Nielsen og Racheed Lawal, og stævnet markerede således nye tider i dansk professionel boksning, der i en periode havde været væsentlig afhængig af udenlandske trækplastre. Ved stævnet mødte Lars Lund Jensen en anden debutant, englænderen John Leys, som han slog ud i 3. omgang af kampen. 
Lars Lund Jensen opnåede hurtigt en række sejre mod forholdsvis stærke modstandere, men i den 8. kamp gik det galt, da han i Skive den 15. januar 1988 blev stoppet af amerikaneren Richard Fowler. Fowler havde tabt de fleste af sine professionelle kampe, men havde imidlertid mødte en række af klassens bedste, og var således for rutineret for Lars Lund Jensen. 
Karrieren kom dog på sporet igen med to hurtige sejre, og den 28. oktober 1988 opnåede Lars Lund Jensen en titelkamp om EM-titlen i junior-fjervægt mod europamesteren Piero Morello. Kampen blev afviklet i Brøndby Hallen som en forkamp til Gert Bo Jacobsens VM-kamp mod Greg Haugen. Lars Lund Jensen leverede en fornem præstation, da han stoppede italieneren i 10. omgang af kampen. 
Som nykåret europamester var vejen banet for en kamp mod Lars Lund Jensens danske rival Racheed Lawal, der sideløbende med Lars Lund Jensens karriere havde opbygget en tilsvarende imponerende rekordliste. Kun 6 uger efter sin EM-sejr satte Lars Lund Jensen titlen på spil mod den ubesejrede Lawal i en kamp der blev afviklet den 8. december 1988 på Hotel Scandinavia. Lars Lund Jensen var favorit inden kampen, men måtte konstatere, at Lawal var for stærk, og Jensen blev slået ud i 12. og sidste omgang af kampen. Lars Lund Jensen blev således en af de kortest regerende europamestre i junior-letvægt. 
Efter det skuffende nederlag til Racheed Lawal holdt Lars Lund Jensen en kort pause i boksekarrieren. Han gjorde comeback i 1990 mod den stærke italiener Roberto Franceschi, men blev stoppet i 5. omgang, og han opgav herefter definitivt boksekarrieren. 
Lars Lund Jensen opnåede 13 kampe med 10 sejre og 3 nederlag. 

## Efter karrieren
Efter karrieren kom Lars Lund Jensen i mediernes søgelys som følge af personlige problemer og en lang række af straffesager omfattende diverse voldskriminalitet, trusler, ulovlig indtrængen og voldtægter. Problemerne fortsatte og resulterede i, at Jensen blev idømt forvaring i maj 2018.